# Achelia
Achelia (griechisch Αχέλεια, türkisch Aşelya) ist eine Gemeinde im Bezirk Paphos in der Republik Zypern. Bei der Volkszählung im Jahr 2021 hatte sie 137 Einwohner.

## Name
Der Name des Dorfes kommt vom französischen Wort LʼEschelle. Dieses Wort bedeutet einen Hafen oder Kai oder allgemeiner einen Ort, an dem Schiffe festmachen. Es ist möglich, dass es in der fränkischen Zeit, einer Zeit, in der der Name Achelia vorkommt, in der Gegend einen kleinen Ankerplatz gab.

## Lage und Umgebung

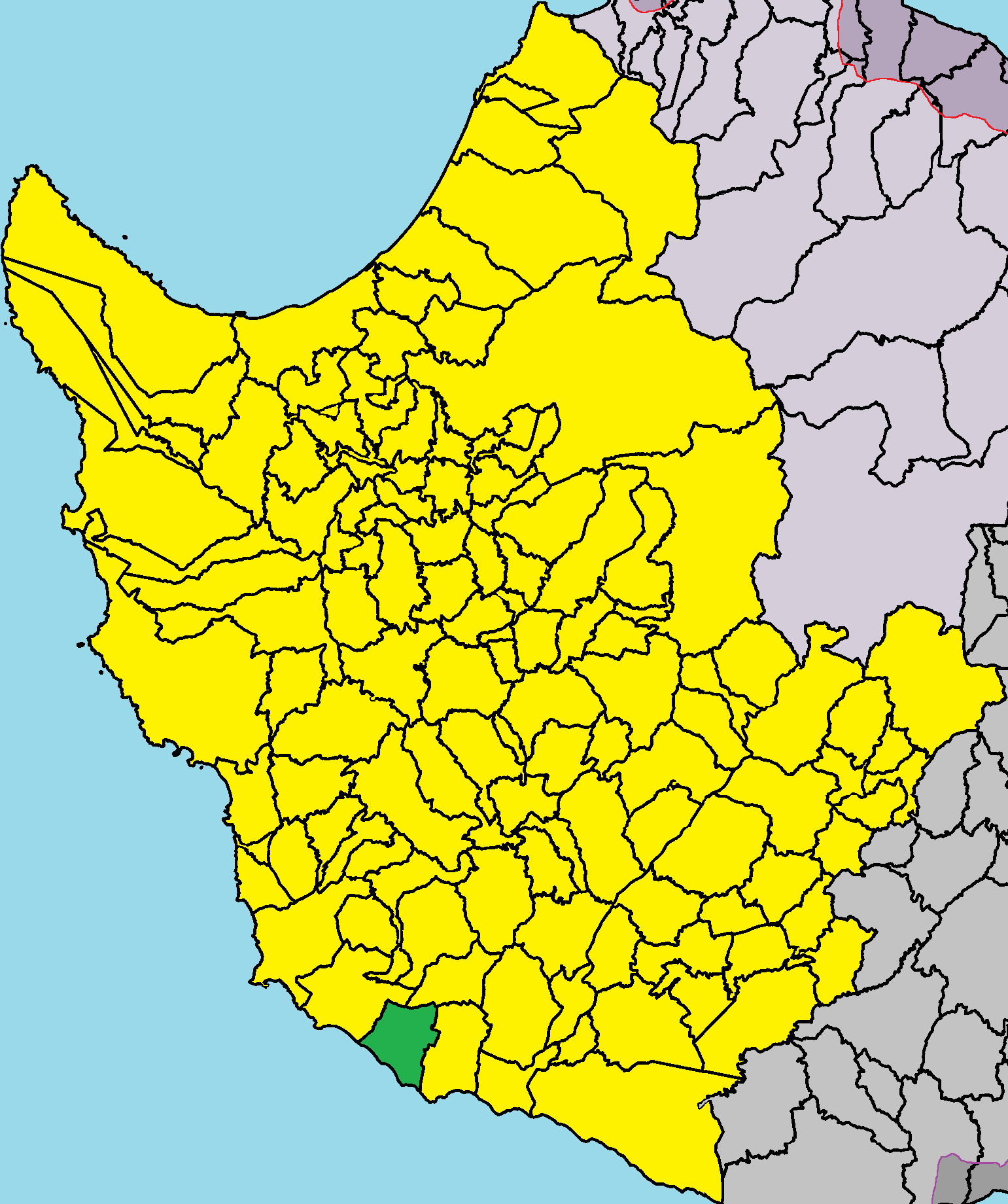
Lage im Bezirk Paphos

Achelia liegt im Westen der Mittelmeerinsel Zypern auf einer Höhe von etwa 35 Metern, etwa 7 Kilometer südöstlich von Paphos. Das 10,0617 Quadratkilometer große Dorf grenzt im Nordosten an Agia Varvara, im Osten an Timi und im Nordwesten an Geroskipou. Der südliche und westliche Teil des Verwaltungsgebiets ist Küstengebiet. Durch das Dorf fließt der Fluss Ezousa. Das Dorf kann über die Straße B6 erreicht werden.

## Geschichte
Während der englischen Besatzungszeit war Achelia eine Farm. Es war ein festes Stück Ackerland. Bis 1945 gehörte es einer Familie von Nachkommen von Kiprisli Mehmet Emin Pascha. 1945 beschlagnahmte die britische Regierung das gesamte Anwesen. Er vermietete es an das Genossenschaftshaus Achelia, das es an seine Mitglieder, griechische Zyprioten und türkische Zyprioten, verteilte.
Nach der Unabhängigkeit Zyperns ging ein großer Teil des Landes in die Hände des Staates über, der für die Bedürfnisse des Landwirtschaftsministeriums zugewiesen wurde. Ein anderer Teil des Landes wurde für den Bau des Flughafens Paphos und den Bau von Straßen genutzt. Der Rest des Landes wurde vergeben und in 139 Parzellen aufgeteilt.

### Bevölkerungsentwicklung
| Jahr      | 1881 | 1891 | 1901 | 1911 | 1921 | 1931 | 1946 | 1960 | 1976 | 1982 | 1992 | 2001 | 2011 | 2021 |
| Einwohner | 56   | 40   | 63   | 55   | 61   | 83   | 52   | 97   | 92   | 74   | 74   | 113  | 145  | 137  |

## Sehenswürdigkeiten
- Flughafen Paphos
- Agios Theodosios, byzantinische Kreuzkuppelkirche aus dem 12. Jahrhundert
- Agios Georgios, Hauptkirche des Ortes, im Kern aus dem 16. Jahrhundert